# Скулаченко Олексій Єрофійович
Олексі́й Єрофі́йович Скулаче́нко (рос. Алексей Ерофеевич Скулаченко) (13 червня 1895 — 6 жовтня 1937) — комбриг Червоної армії, жертва сталінського Великого терору 1937 року.
Служив у бронеавтомобільних частинах Імператорської російської армії під час Першої світової війни та командував ними під час Громадянської війни в Росії. У 1932—1935 роках був командиром 31-ї механізованої бригади РСЧА. У 1936—1937 році — командувач бронетанкових та механізованих військ Харківського військового округу.

## Життєпис

### Походження
Народився 13 червня 1895 року в селі Мікуліно Смоленської губернії Російської імперії в родині селян. Українець. Закінчив початкову школу в рідному Мікуліно у 1907 році, а згодом три класи чотирикласного професійно-технічного училища в 1910 році та технікум у 1912 році. До початку Першої світової війни працював токарем  .

### Перша світова війна
У межах мобілізації Олексія Скулаченка відправили до лав Імператорської російської армії в січні 1916 року. Згодом він закінчив навчальний загін і став старшим унтерофіцером 1-ї зенітної автомобільної роти, воював у Кавказькій кампанії та був поранений у бою з турецькими військами в 1917 році. Вступивши того ж року до лав Комуністичної партії, Олексій Скулаченко активно розповсюджував більшовицькі листівки після Лютневої революції. З 6 серпня того ж року він обіймав посаду начальника взводу вантажівок 1-ї резервної автомобільної роти в Петрограді. У вересні Скулаченко став командиром 3-го бронеавтомобільного загону та був поранений під час Жовтневої революції. Його підрозділ охороняв Смольний інститут у жовтні  .

### Участь у Громадянській війні в Росії
З початком Громадянської війни в Росії Скулаченко стає добровольцем у лавах Червоної армії в січні 1918 року. Незабаром йому дали посаду командира 2-ї Кавказької автомобільної роти. Він воював на Східному, Південному та Кавказькому фронтах, був двічі поранений і під час одного з боїв зазнав струсу мозку. Після командування міжнародною ротою Петроградського військового комісаріату з вересня по грудень 1918 року Скулаченко навчався на Військово-політичних курсах агітаторів та інструкторів, які закінчив у березні 1919 року. Після навчання Скулаченко дістав посаду агітатора до 11-ї армії, а того ж місяця став політичним комісаром 1-го артилерійського батальйону. Протягом тижня в січні 1920 року він служив автомеханіком у Архангельському військовому порту, перш ніж стати комісаром 4-го артилерійського батальйону. У травні він став комісаром бронеавтомобільного загону 11-ї армії, потім командиром і комісаром 55-го бронетанкового загону.  

### Міжвоєнний період
З січня 1921 року Олексій Скулаченко обіймав посаду виконувача обов'язків комісара інженерного складу відділу постачання 11-ї армії. У листопаді 1921 року командування 11-ї армії направило Скулаченка на навчання до Військової академії Червоної армії. Він здобув освіту, після чого в жовтні 1925 року його направили до Північно-Кавказького військового округу командиром роти для набуття практичного досвіду. У листопаді 1926 року Скулаченко став начальником штабу 221-го стрілецького полку 74-ї стрілецької дивізії, а в березні 1928 року його перевели до Ленінградського військового округу на посаду начальника оперативного відділу штабу 43-ї стрілецької дивізії  .
У грудні 1929 року Олексій Скулаченко нетривалий час перебував на посаді помічника начальника 4-го відділу 2-го управління штабу РСЧА. У січні 1930 року повернувся до Ленінградського військового округу на посаду командира й комісара моторизованого бронетанкового загону 11-ї стрілецької дивізії. Через рік він прийняв на себе командування механізованим полком військ ОГПУ, а в травні 1932 року повернувся до армії на посаді командира та комісара механізованої бригади Ленінградського механізованого корпусу (реорганізованого з 11-ї стрілецької дивізії), яка стала 31-ю механізованою бригадою  .
Ненадовго перебуваючи в розпорядженні Управління кадрів з лютого 1935 року, Скулаченко став начальником бронетанкових військ Харківського військового округу в червні того ж року.
26 листопада 1936 року Олексієві Скулаченку присвоїли звання комбрига РСЧА.

### Репресії, загибель та реабілітація
У квітні 1937 року Олексія Скулаченка передали в розпорядження Управління кадрів. 29 липня 1937 року за «політичну неблагонадійність» звільнено в резерв.
3 серпня 1937 року Олесія заарештовано. Засудженого до смертної кари 5 жовтня за участь у неіснуючій «військовій змові» Скулаченка звинуватили у вчиненні акту саботажу («диверсійного акту») на бронетанковому складі району наприкінці 1936 року та підготовці до підпалу ремонтної майстерні в лютому 1937 року.
Скулаченка страчено 6 жовтня 1937 року. Місце страти невідоме. 13 червня 1956 року в межах десталінізації колишнього комбрига Олексія Скулаченка реабілітувала військова колегія Верховного суду СРСР посмертно за відсутністю в його справі складу злочину.